# See- und Stromdienst

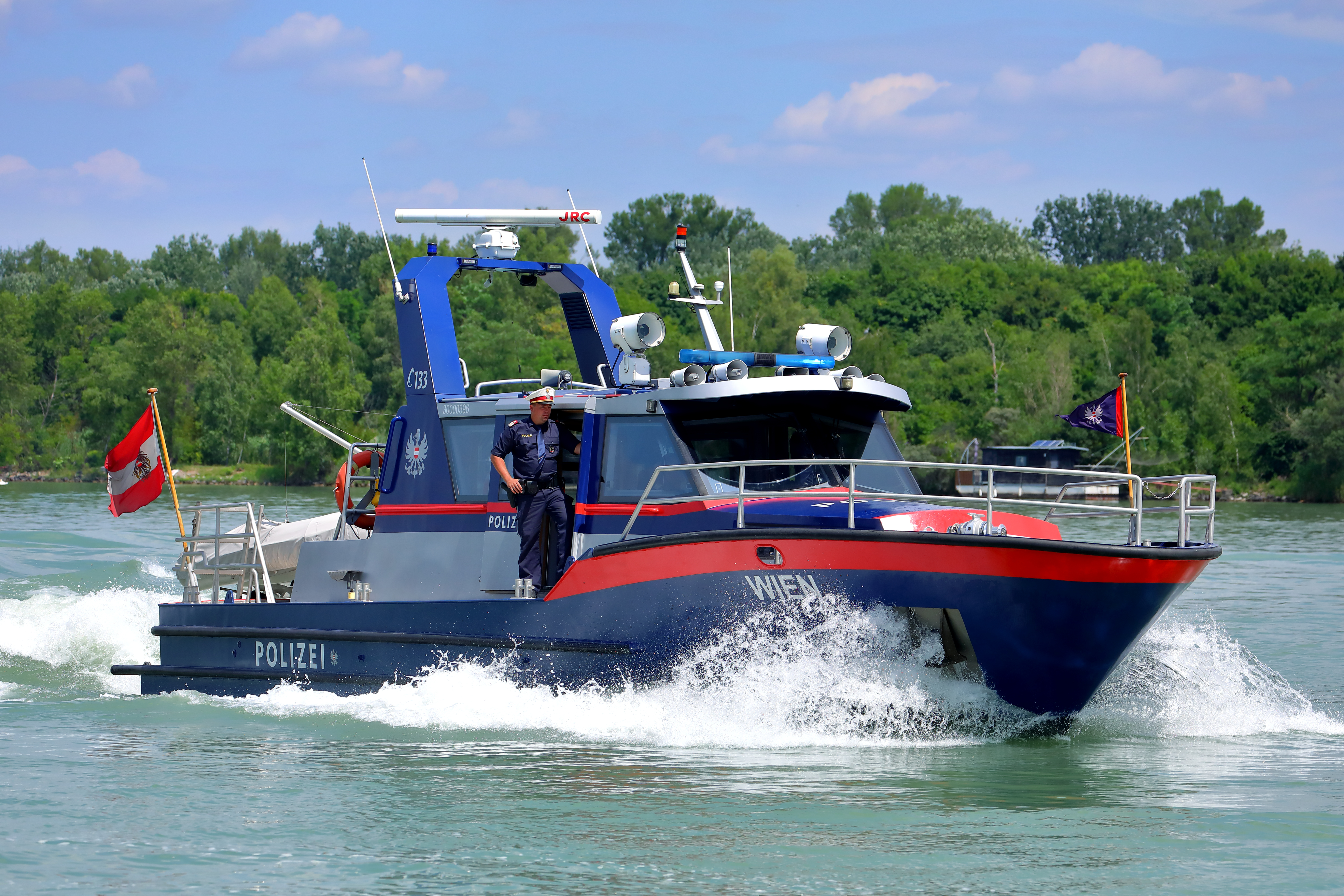
Polizeiboot „Wien“ der Polizeiinspektion Handelskai-Wasserpolizei

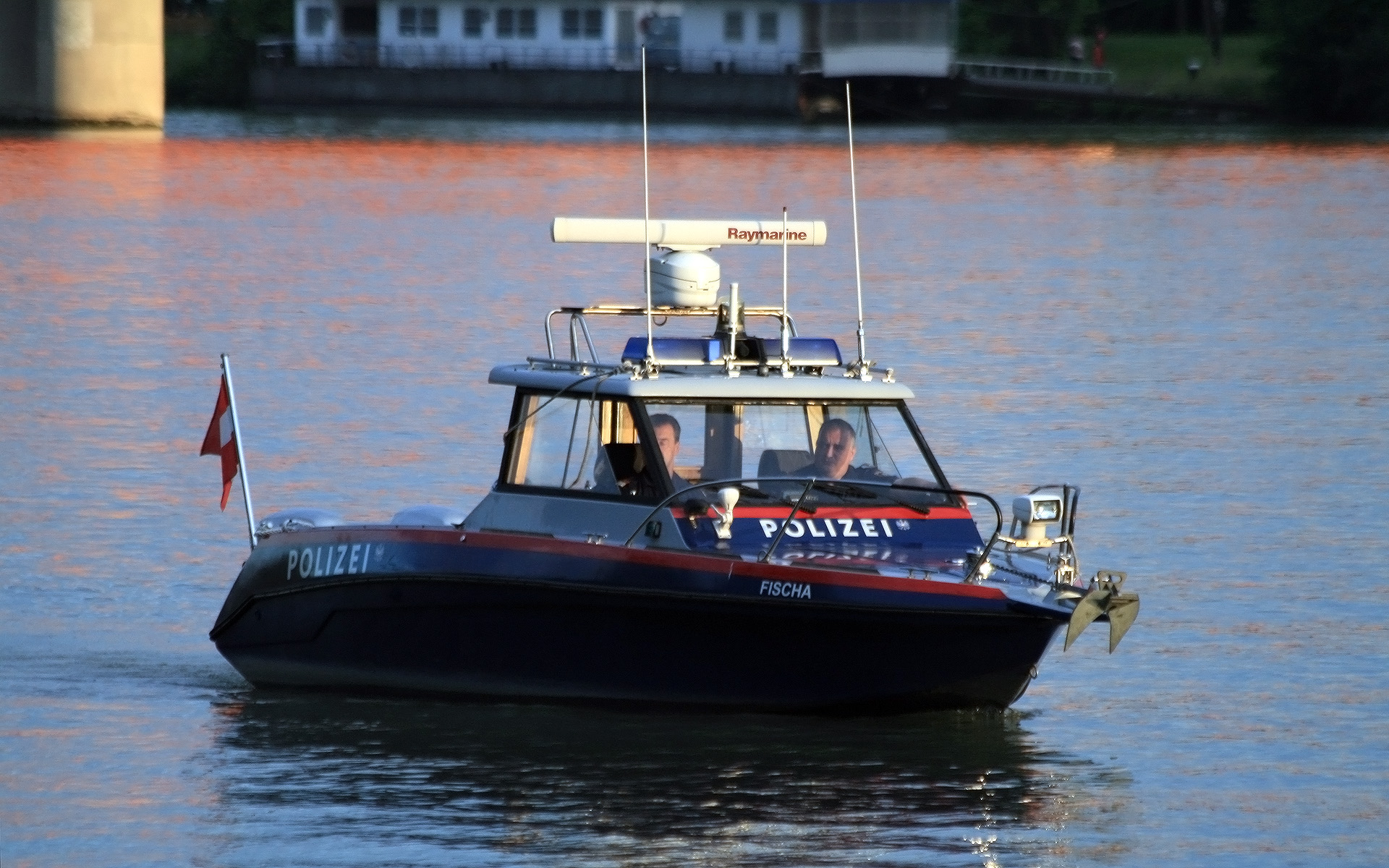
Polizeiboot beim Donauinselfest in Wien

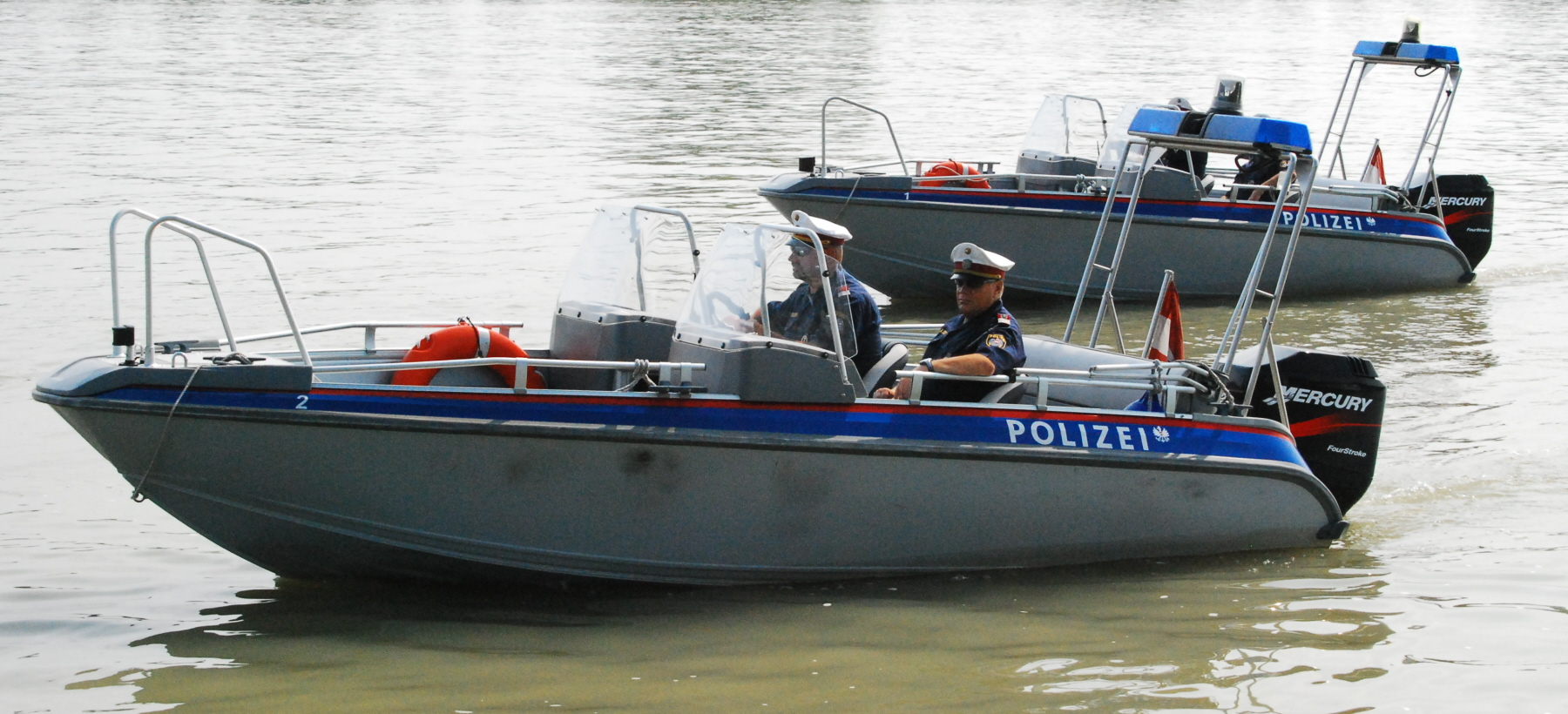
Polizeiboote des See- und Stromdiensts

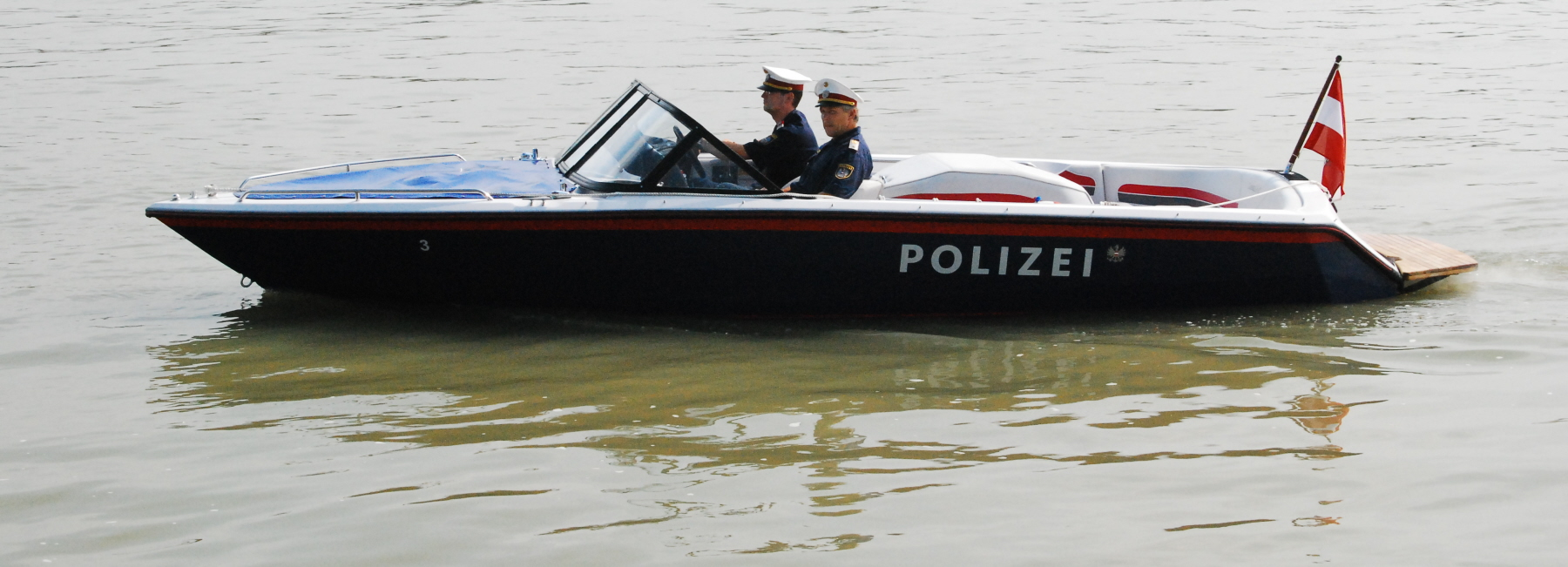
Streifendienst auf der Donau

Der See- und Stromdienst (auch See- und Strompolizei, in Wien Wasserpolizei) der österreichischen Bundespolizei ist für die Aufrechterhaltung der öffentlichen Sicherheit und Ordnung auf den Gewässern der Republik Österreich zuständig. Insbesondere zählen zu den Aufgaben des See- und Stromdiensts auch die Gefahrenerforschung und Hilfeleistung zu Wasser sowie die Erhebungen nach Schiffs- und Bootsunglücken.
Im gesamten Bundesgebiet existieren derzeit 33 Dienststellen der Bundespolizei, die neben ihren allgemeinen Aufgaben auch schifffahrtspolizeiliche Aufgaben bewältigen. Sechs dieser Dienststellen befinden sich dabei an Österreichs größtem Fluss, der Donau. Insgesamt können die Polizeibeamten des See- und Stromdiensts in ganz Österreich auf rund 50 verschiedene Wasserfahrzeuge zurückgreifen, um ihre Einsätze zu bewältigen.

## Organisation
Grundsätzlich versehen die Beamten der See- und Strompolizei ihren Dienst zu Wasser zusätzlich und in Ergänzung zu ihren normalen polizeilichen Aufgabengebieten in den Polizeiinspektionen.
In Wien ist die „PI Handelskai - Wasserpolizei“ der LVA (Landesverkehrsabteilung) eingegliedert.
In ganz Österreich sind aktuell 44 Polizeiboote im Einsatz, wobei diese im Jahr 2014 1179 Einsatzfahrten zu bewältigen hatten. Sie sind an allen größeren österreichischen Seen sowie an den Flüssen Drau und Donau stationiert.

## Geschichte in Wien
Bereits in der Kaiserzeit waren in Wien die Beamte der k.u.k. Sicherheitswache mit dem Bearbeiten von Vorfällen im Bereich der Donau und des Donaukanals beauftragt. Hierzu standen den Beamten Holzzillen zur Verfügung, mit denen mehrheitlich Lebensrettungseinsätze und Hilfeleistungen zu Wasser bewältigt wurden. Erst in der Ersten Republik wurde als tatsächlicher Vorgänger des heutigen See- und Stromdiensts 1935 die „Bundespolizeiliche Strominspektion Wien“ eingerichtet. In dieser überwachten 15 nautisch ausgebildete Beamten als so genannte „Strompolizisten“ den Schiffsverkehr. Dazu waren sie ausgerüstet mit modernen Motorbooten sowie je einem Maschinengewehr pro Boot. Nach dem Anschluss Österreichs an Deutschland 1938 wurde die Bundespolizeiliche Strominspektion der deutschen Wasserschutzpolizei zugeordnet, wobei sich in Wien während der NS-Zeit das Kommando für den Donauabschnitt zwischen Regensburg und Brăila in Rumänien befand.
Nach der Beendigung des Kriegs und der Wiedererlangung der österreichischen Souveränität mit dem Staatsvertrag von 1955 wurde am 1. Oktober 1957 mit der Bezeichnung „Donaudienst“ eine neue Strompolizei eingerichtet. An den beiden Stützpunkten des Donaudiensts am Mexikoplatz 4 und am Hafen Freudenau versahen ein Offizier und bis zu 52 dienstführende oder eingeteilte Beamte ihren Dienst. Im Jahr 1967 verfügte der Donaudienst über vier Funkboote aus Leichtmetall, zwei Sturmboote aus Holz, ein Motorboot in Holzkonstruktion und zwei Kunststoffboote. Ab 1984 versahen 36 Polizeibeamte im Vier-Gruppendienst schichtweise Tag und Nacht ihren Dienst. 1989 zog der Donaudienst um in ein neues Amtsgebäude am Handelskai 267. Sechs Jahre später, im Jahr 1995 wurde auch das Wachzimmer am Hafen Freudenau aufgelassen und die Dienststelle in ein neu errichtetes Gebäude in der Seitenhafenstraße 15 verlegt.
Seit dem Beitritt Österreichs zum Schengener Durchführungsübereinkommen im Dezember 1997 ist der Donaudienst und in weiterer Folge auch die heutige Wasserpolizei auch mit der Kontrolle grenzpolizeilicher Vorschriften beauftragt. Mit der Zusammenlegung von Polizei und Gendarmerie im Jahr 2005 unter Innenminister Ernst Strasser kam es zu einer bundesweiten Vereinheitlichung des Auftretens der Bundespolizei zu Wasser und zur Umbenennung des Donaudiensts in „See- und Stromdienst“, kurz SSD. Dieser wurde beim Stadtpolizeikommando Brigittenau eingegliedert, in diesem wurde eine Koordinations- und Servicestelle für alle See- und Stromdienste österreichweit geführt. Die Dienststelle trug die Bezeichnung Fachinspektion Handelskai/See- und Stromdienst. Mit 1. Oktober 2019 wurde der SSD in die Landesverkehrsabteilung Wien eingegliedert und zur Wasserpolizei umbenannt.
Im August 2012 wurde ein weiteres Polizeiboot, die 15,5 m lange Wien in Dienst gestellt.